# Projekt 1259
Projekt 1259, Deckname: Malachit (russisch Корунд, NATO-Bezeichnung: „Olya-Klasse“), war eine Klasse von kleinen Minenräumbooten der Sowjetischen Marine, die zur Suche nach Seeminen in Flüssen entwickelt wurde. 11 Boote wurden von der Sowjetunion ab 1973 und von Bulgarien ab 1990 gebaut.

## Beschreibung

### Rumpf und Sonar
Projekt 1259 war eine verkleinerte Version von Projekt 1258, dessen Boote man für den Einsatz in Flüssen durch eine Reduzierung von Gewicht und damit Tiefgang optimierte. Die Doppelrumpfboote bestanden aus Holz oder Fiberglas mit einem Aufbau, der aus einer Aluminiumlegierung gefertigt war.
Der Bootskörper selbst trug kein Sonarsystem zur Suche nach Unterwasserkontakten, so dass die Mannschaft über die Arbeitsplattform am Achterschiff mit einem Kran entsprechende Suchdrohnen mit Kameras oder ein Schleppsonar ausbringen musste, die über Kabel ihre Daten an die Operationszentrale im Rumpf sendeten.

### Bewaffnung
Bewaffnet waren die Boote mit einer Zwillingsmaschinenkanone 25-mm-L/70 2M-3 auf dem Vorschiff. Bei den bulgarischen Booten der Klasse wurde als Bewaffnung ein NSW-Zwillingsmaschinengewehr auf das Vorschiff gesetzt.

## Verbleib
Von sieben für die Sowjetunion gebauten Booten wurden alle bis 1997 ausgemustert. Vier Boote wurden in Bulgarien von 1990 bis 1991 für die eigene Marine als Projekt 1259.2 gebaut, von denen 2014 drei außer Dienst gestellt waren.